# Ram ProMaster
Ram ProMaster – samochód osobowo-dostawczy klasy wyższej produkowany pod amerykańską marką Ram od 2013 roku.

## Historia i opis modelu

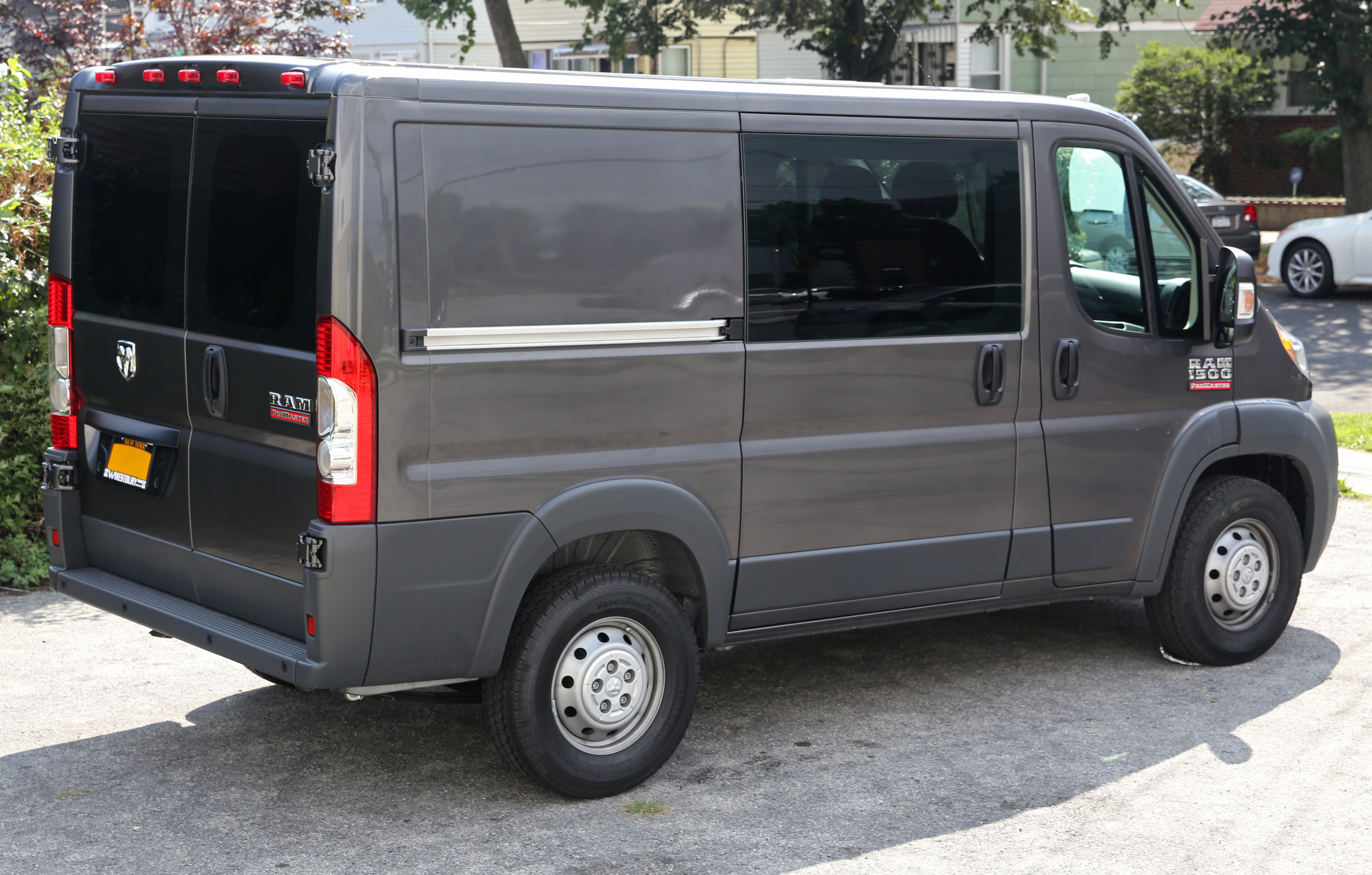
Ram ProMaster – tył

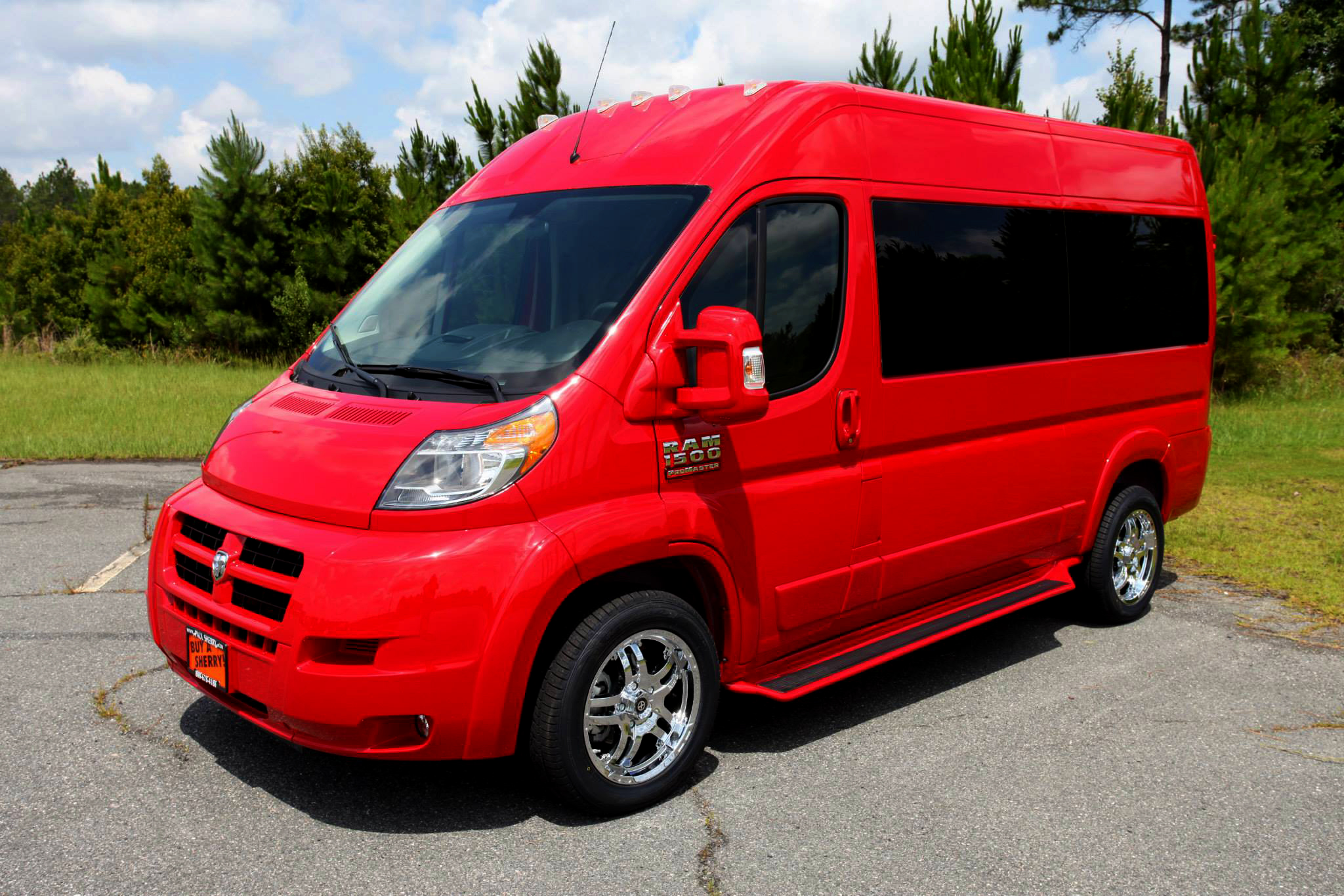
Ram ProMaster Van

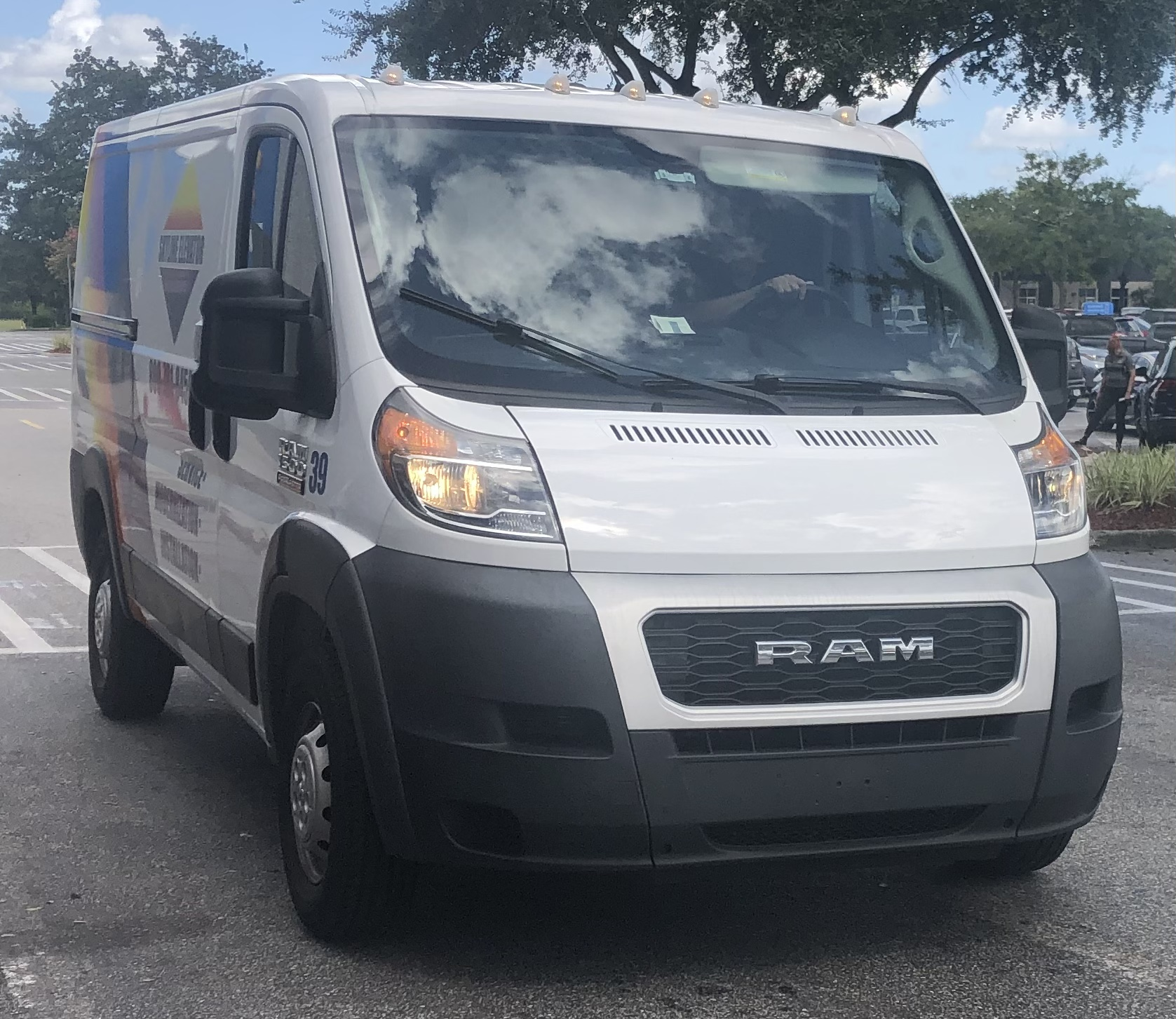
Ram ProMaster po liftingu

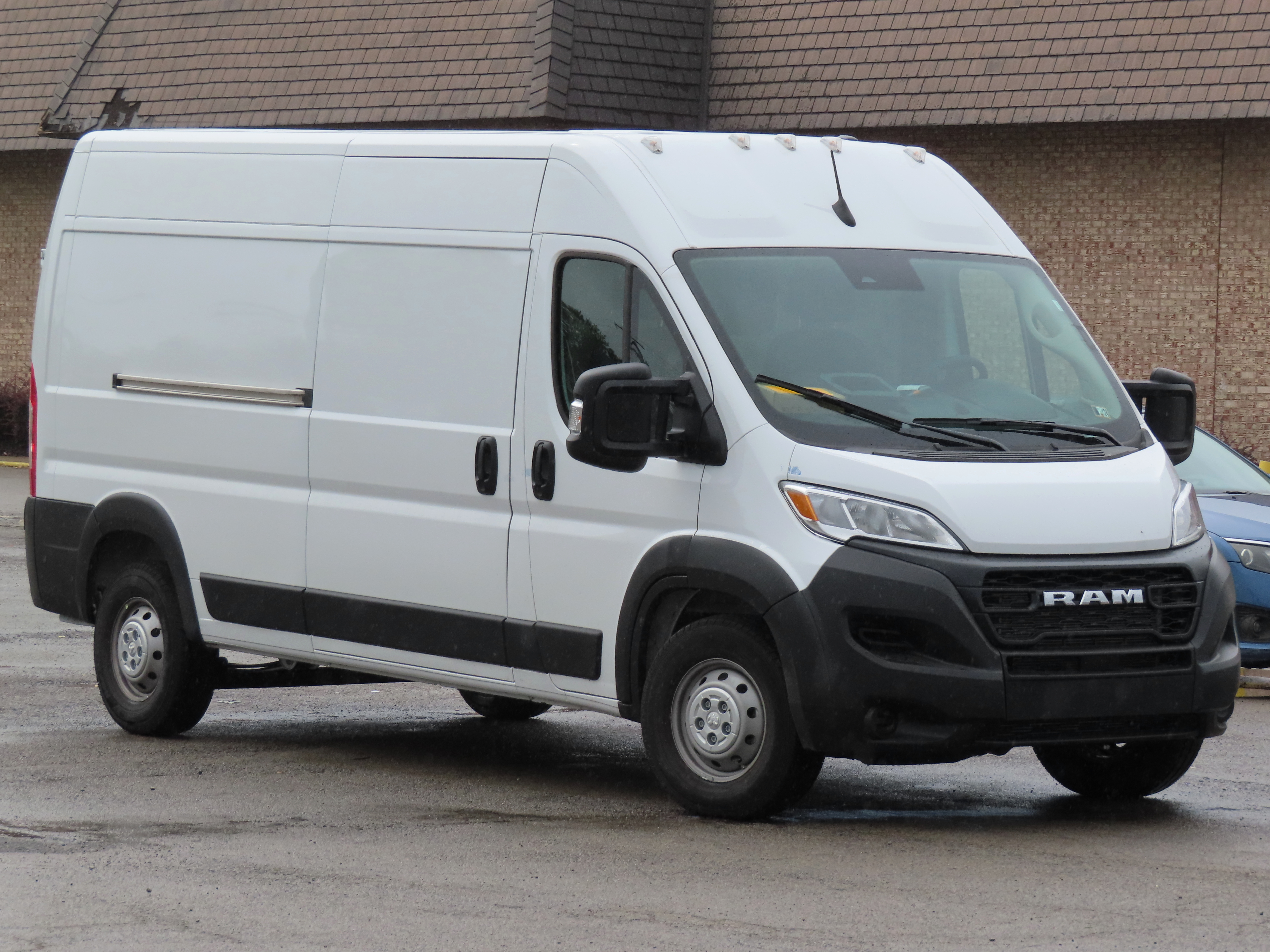
Ram ProMaster po drugim liftingu

W lutym 2013 roku Ram wzbogacił swoją ofertę modelową o kolejny, po średniej wielkości furgonie C/V, samochód dostawczy o nazwie ProMaster. Ówczesny koncern FCA powrócił tym samym do oferowania dużych pojazdów użytkowych, które poprzednio pod postacią furgonów Ram Van i Sprinter sprzedawał macierzysty Dodge aż do wycofania się z tego segmentu w 2009 roku.
Podobnie jak poprzednik, Ram ProMaster powstał w wyniku współpracy między amerykańskimi, a europejskimi operacjami macierzystego koncernu - tym razem nie był to już Mercedes, lecz Fiata. FCA zapożyczyło oferowanego w Europie Fiata Ducato budowanego we współpracy z Citroënem i Peugeotem w ramach partnerstwa Sevel, modyfikując go z uwzględnieniem lokalnych uwarunkowań.
Ram ProMaster zyskał dedykowany wzór osłony chłodnicy stosowany wówczas przez amerykańskiego producenta, wyróżniając się charakterystycznym chromowanym krzyżem z centralnie umieszczonym logo. Ponadto, zmodyfikowano wkłady reflektorów, na drzwiach umieszczono uznaczenia modelu i producenta, a tylna wnęka na tablicę rejestracyjną została dopasowana do tej w krajach Ameryki Północnej.
Specjalnie z myślą o rynku północnoamerykańskim zmodyfikowana względem europejskich odpowiedników została także gama silnikowa. Znalazł się w niej sześciocylindrowy silnik benzynowy typu V6 o pojemności 3,6-litra i mocy 284 KM działający wraz z sześciobiegową automatyczą skrzynią biegów. 
Początkowo ProMaster oferowany był także z trzylitrowym, czterocylindrowym dieslem o mocy 176 KM wraz z sześciobiegową przekładnią manualną, jednak z racji niewielkiej popularności opcja ta została wycofana z oferty w 2018 roku, pozostawiając do wyboru jedynie jeden silnik.

### ProMaster EV
W styczniu 2024 gamę wariantów napędowych poszerzył w pełni elektryczny, Ram ProMaster EV. Pod kątem wizualnym samochód nie otrzymał żadnych wizualnych różnic, a wszelkie modyfikacje skoncentrowały się na aspektach technicznych. Samochód wyposażono w silnik elektryczny o mocy 268 KM i 409 Nm maksymalnego momentu obrotowego, z kolei w pełni naładowany akumulator umożliwia przejechanie na jednym ładowaniu w trybie mieszanym do 261 kilometrów.

### Restylizacje
W czerwcu 2018 roku Ram ProMaster przeszedł pierwszą restylizację, która swoim zakresem była całkowicie odrębna od tej, jaką w 2014 roku przeszły europejskie modele produkowane przez Sevel. Na rynkach północnoamerykańskich ograniczono się jedynie do innej osłony chłodnicy, z której zniknęły krzyżowe chromowane poprzeczki na rzecz dużego napisu Ram stosowanego już w pickupach 1500.
Drugą restylizację Ram ProMaster przeszedł w sierpniu 2021 roku. Pojazd dalej zachował oryginalny kształt reflektorów i osłony chłodnicy niestosowany w Europie od 2014 roku, z zewnątrz ponownie zyskując kosmetyczne zmiany w wypełnieniu wlotu powietrza. Rozleglejsze zmiany przyszła z kolei kabina pasażerska, gdzie pojawił się zupełnie nowy projekt deski rozdzielczej zapożyczony z równolegle zmodernizowanego Fiata Ducato. Konsolę centralną wzbogacił nowy, 7-calowy lub 10-calowy wyświetlacz dotykowy systemu multimedialnego nowej generacji z łącznością Apple CarPlay, Android Auto i kamerą cofania 360. W marcu 2022 przedstawiono uzupełnienie dla restylizacji sprzed pół roku, dostosowując wygląd pasa przedniego do tego jaki noszą europejskie odpowiedniki koncernu Stellantis - ProMaster otrzymał węższe, agresywniej stylizowane reflektory i większy, trapezoidalny kształt wlotu powietrza.

### Sprzedaż
Ram ProMaster powstał z myślą o rynkach Ameryki Północnej, trafiając do sprzedaży w Stanach Zjednoczonych, Kanadzie i Meksyku z zakładów produkcyjnych Dodge'a w Saltillo w ostatnim z wymienionych państw. Wyłącznie w Meksyku ProMaster oferowany jest równolegle z innym bliźniaczym modelem w postaci Peugeota Managera, w Europie znanego jako Boxer.

### Silniki
- V6 3.6l Pentastar
- R4 3.0l JTD EcoDiesel